# Aleksy Kim Si-u
Aleksy Kim Si-u (ur. 1782 w Cheongyang, zm. 1815 w Daegu) – koreański męczennik, błogosławiony Kościoła katolickiego.

## Życiorys
Urodził się w 1782 roku w Byeolam. Pochodził ze szlacheckiej rodziny. W młodości przyjął chrzest. Był niepełnosprawnym. W 1815 roku gdy prawie wszyscy katolicy z wioski, w której mieszkał zostali aresztowani, również i Aleksy Kim Si-u poprosił o uwięzienie. W tymże roku zmarł w więzieniu w Daegu. 7 lutego 2014 papież Franciszek podpisał dekret o jego męczeństwie (z powodu cierpień jakich doznał w więzieniu). Tenże sam papież beatyfikował go w dniu 16 sierpnia 2014 roku w grupie 124 męczenników koreańskich w czasie swojej podróży do Korei Południowej.